# Convento de San Francisco (Oviedo)
El Convento de San Francisco estuvo situado en la ciudad de Oviedo, capital del Principado de Asturias.

## Historia
La fundación del complejo se inicia en el siglo XIII por Fray Pedro, compañero de San Francisco de Asís, que fue enterrado en el convento.
El edificio sufre una serie de reformas en los siglos posteriores teniendo planta de cruz latina, capilla mayor, capillas laterales y crucero gótico.
Tras la desamortización de Mendizábal el edificio se convierte en el primer hospital general de Asturias en 1837
En 1902 se derriba el convento por las obras de ensanche de la calle Uría de Oviedo, ocupando hoy en día el solar la diputación provincial y parte del jardín del convento el Campo de San Francisco.